# جون باركنسون
جون باركنسون (بالإنجليزية: John Parkinson)‏ (و. 1567 – 1650 م) هو عالم نبات من مملكة إنجلترا، ولد في نوتنغهامشير، توفي في لندن، عن عمر يناهز 83 عاماً.